# بخش هانوفر (شهرستان اشلند، اوهایو)
بخش هانوفر (به انگلیسی: Hanover Township) یک منطقهٔ مسکونی در ایالات متحده آمریکا است که در شهرستان اشلند، اوهایو واقع شده‌است.
 بخش هانوفر ۸۴٫۵ کیلومتر مربع مساحت و ۲٬۰۵۰ نفر جمعیت دارد و ۳۶۷ متر بالاتر از سطح دریا واقع شده‌است.